# SLC10A5
SLC10A5 (англ. Solute carrier family 10 member 5) – білок, який кодується однойменним геном, розташованим у людей на 8-й хромосомі. Довжина поліпептидного ланцюга білка становить 438 амінокислот, а молекулярна маса — 48 871.
| 10         |  | 20         |  | 30         |  | 40         |  | 50         |
| ---------- |  | ---------- |  | ---------- |  | ---------- |  | ---------- |
| MIRKLFIVLL |  | LLLVTIEEAR |  | MSSLSFLNIE |  | KTEILFFTKT |  | EETILVSSSY |
| ENKRPNSSHL |  | FVKIEDPKIL |  | QMVNVAKKIS |  | SDATNFTINL |  | VTDEEGETNV |
| TIQLWDSEGR |  | QERLIEEIKN |  | VKVKVLKQKD |  | SLLQAPMHID |  | RNILMLILPL |
| ILLNKCAFGC |  | KIELQLFQTV |  | WKRPLPVILG |  | AVTQFFLMPF |  | CGFLLSQIVA |
| LPEAQAFGVV |  | MTCTCPGGGG |  | GYLFALLLDG |  | DFTLAILMTC |  | TSTLLALIMM |
| PVNSYIYSRI |  | LGLSGTFHIP |  | VSKIVSTLLF |  | ILVPVSIGIV |  | IKHRIPEKAS |
| FLERIIRPLS |  | FILMFVGIYL |  | TFTVGLVFLK |  | TDNLEVILLG |  | LLVPALGLLF |
| GYSFAKVCTL |  | PLPVCKTVAI |  | ESGMLNSFLA |  | LAVIQLSFPQ |  | SKANLASVAP |
| FTVAMCSGCE |  | MLLIILVYKA |  | KKRCIFFLQD |  | KRKRNFLI   |  |            |

A: Аланін

C: Цистеїн

D: Аспарагінова кислота

E: Глутамінова кислота

F: Фенілаланін

G: Гліцин

H: Гістидин

I: Ізолейцин

K: Лізин

L: Лейцин

M: Метіонін

N: Аспарагін

P: Пролін

Q: Глутамін

R: Аргінін

S: Серин

T: Треонін

V: Валін

W: Триптофан

Задіяний у таких біологічних процесах, як транспорт іонів, транспорт, транспорт натрію, симпортний транспорт. 
Білок має сайт для зв'язування з іоном натрію. 
Локалізований у мембрані.